# Roustabout (album)
Pour les articles homonymes, voir Roustabout.
Roustabout est un album d'Elvis Presley sorti le 20 octobre 1964 sur l'étiquette RCA Victor (LSP-2999 en stéréo; LPM-2999 en mono). Bande sonore du film du même nom, il a atteint la première position au Billboard en janvier 1965 (du 2 au 9), pour une semaine. Les trois séances d'enregistrement principales (2 mars, 3 mars & 29 avril 1964) ont eu lieu au studio Radio Recorders, à Hollywood, Californie. Deux chansons intitulées Roustabout ont été enregistrées, mais seulement celle composée par Bill Giant, Bernie Baum et Florence Kaye a été retenue pour l'album et le film. La deuxième, écrite par Otis Blackwell et Winfield Scott, est restée inédite jusqu'en 2003, où elle a paru sur l'album 2nd  To None, sous le titre I'm A Roustabout.

## Liste des chansons
| 1. | Roustabout              |  |
| 2. | Little Egypt            |  |
| 3. | Poison Ivy League       |  |
| 4. | Hard Knocks             |  |
| 5. | It's A Wonderful World  |  |
| 6. | Big Love, Big Heartache |  |

| 1. | One Track Heart                        |  |
| 2. | It's Carnival Time                     |  |
| 3. | Carny Town                             |  |
| 4. | There's A Brand New Day On The Horizon |  |
| 5. | Wheels On My Heels                     |  |

## Personnel
- Scotty Moore (guitare)
- Billy Strange (guitare)
- Tiny Timbrel (guitare)
- Ray Seigel (basse)
- Bob Moore (basse)
- Hal Blaine (batterie)
- D.J. Fontana (batterie)
- Buddy Harman (batterie)
- Bernie Mattinson (percussion)
- Floyd Cramer (piano)
- Boots Randolph (saxophone)
- The Jordanaires (accompagnement vocal)
- The Mello Men (accompagnement vocal)
- Dave Weichman (ingénieur du son)
- Joseph Lilley (direction musicale)
- Irvin Talbot (direction musicale)

## Éditions américaines

### 33 tours (vinyle)

#### Mono
- 1964 : RCA, LPM-2999
- 1965 : RCA, LPM-2999

#### Stéréo
- 1964 : RCA, LSP-2999
- 1965 : RCA, LSP-2999
- 1969 : RCA, LSP-2999
- 1971 : RCA, LSP-2999
- 1975 : RCA, LSP-2999
- 1976 : RCA, LSP-2999
- 1977 : RCA, AFL1-2999

### Bande magnétique 7 ½ pps (reel-to-reel)
- 1966 : RCA, FTP-1291
- 1969 : RCA, FTP-1291

### Cassette 8 pistes
- 1966 : RCA, P8S-1143

### Disque compact
Aucune édition en CD n’a paru avec le mixage original aux États-Unis. Une version remixée est sortie en 1993 (comportant une version plus longue de la chanson Carny Town), accompagnant la bande sonore du film Viva Las Vegas, dans la compilation Double Features : Viva Las Vegas & Roustabout. Un CD est sorti en Australie (RCA, BPCD 5084) avec le mixage original.

## Classements hebdomadaires
| Classement (1964-1965)        | Meilleure place |
| ----------------------------- | --------------- |
| États-Unis (Billboard 200)    | 1               |
| Royaume-Uni (UK Albums Chart) | 12              |

## Certifications
| Pays              | Certification | Unités certifiées | Date de certification |
| ----------------- | ------------- | ----------------- | --------------------- |
| États-Unis (RIAA) | Or            | 500 000           | 20 mai 1988           |